# Manuel Saumell
Manuel Saumell Robredo (Havana, 17 juli 1817 – aldaar, 14 augustus 1870) was een Cubaans componist, dirigent, organist, pianist en muziekcriticus. Hij wordt als vader van de Cubaanse muzikale nationalisme beschouwd. Saumell Robredo was bevriend met Louis Moreau Gottschalk sinds zij elkaar bij de eerste Cuba reis van Gottschalk in 1854 leerde kennen.

## Levensloop
Saumell Robredo studeerde piano bij Juan Federico Edelmann, harmonie, contrapunt, fuga en instrumentatie bij Mauricio Pyke. Hij was lid van culturele verenigingen, die motiveerden vele dingen en tendenties te bestuderen, die men in zijn werken terugvindt. Zo was hij onder andere president van de muziekafdeling van de Filarmónica de Santa Cecilia in Havana. Hij was voor een dagblad ook als muziekcriticus werkzaam en benutte ervoor het pseudoniem El Timbalero.
Saumell Robredo was organist in verschillende kerken in de regio van Havana.
Hij heeft ook een poging gedaan om er een romantische nationaal opera op het libretto van J. A. Echevarría's novel Antonelli te componeren. Maar de muziek ertoe is niet gecomponeerd.
Saumell Robredo werd nu beschouwd als een van de belangrijkste Cubaanse componisten, omdat hij de pionier was in het gebruik van oorspronkelijke Cubaanse ritmes in serieuze muziek. Hij begon ermee de Afrikaanse ritmes in zijn composities te verwerken en zo werd hij de eerste componist, die de cinquillo cubano rhythm in zijn concertmuziek introduceerde. Hij schreef vele contradanzas, een variatie van de populaire muzikale vorm; de Franse contredanse, die afkomstig was uit de Engelse country dance. De oorspronkelijke pianostukken van Saumell Robredo waren erg populair en verbreidden zich spoedig op het eiland. Zij werden geschreven voor alle mogelijke gelegenheden. De auteur van de biografie van Louis Moreau Gottschalk, S. Frederick Starr betekende Saumell Robredo als de absolute meester van de contradanza en hij ging nog verder en schreef, hij was de Schubert van Cuba.
Saumell Robredo's nalatenschap, de contradanza, werd de top van alle navolgende muzikale stijlen in Cuba, die oorspronkelijke ritmes gebruiken. Alle moderne Cubaanse muziek, beginnend bij de danzón en gevolgd van de conga, habañera, mambo, rumba, criollas, guajiras en salsa bergen aandelen van Saumell Robredo's contradanzas.

## Composities

### Werken voor harmonieorkest
- Ocho contradanses

### Vocale muziek
- Ave María, voor zangstem en orkest
- Lamentos de amor, voor zangstem en piano
- Melopea, gebaseerd op versen van Francisco Blanchie
- Plegaria, voor sopraan en orgel

### Kamermuziek
- Concert, voor cello en piano
- Contradanzas Habaneras, voor gitaar en dwarsfluit
- Idilio, voor viool, cello en piano

### Werken voor piano
- Ayes del Alma
- Contradanzas Cubanas
- El pañuelo de Pepa
- El Somatén+
- El Ultimo Golpe
- La Fenix
- La Josefina
- La Maria
- La Matilde
- La niña bonita
- La Quejosita
- La Suavecita
- Las quejas
- Le Tedezco
- Los Chismes de Guanabacoa
- Los Ojos de Pepa
- Pero por qué?
- Recuerdos tristes
- Tres Contradanzas

### Werken voor gitaar
- 10 Contradanzas Habaneras
- 6 Contradanzas, voor twee gitaren
- Recuerdos tristes